# Synagoga v Krakovanech
Bývalá synagoga v obci Krakovany se nachází severozápadně od obecního úřadu jako čp. 90.

## Historie a popis
Jedná se o klasicistní z kamene postavenou synagogu údajně z roku 1863. K bohoslužbám židů z Krakovan i okolí sloužila do roku 1906 a poté se začala využívat jako skladiště a kůlna.
Původně se do synagogy vstupovalo od silnice v místě, kde jsou dodnes zachována malá dvířka v sešikmené stěně. Objekt má jedno patro s půlkruhově ukončenými okny, v suterénu byly prostory mikve. Z původního objektu se dodnes dochovala vyvýšená ženská galerie. 